# Gerda Meyer-Bernstein
Gerda Meyer-Bernstein (* Ende Januar 1923 in Hagen; † 10. Januar 2024 in Chicago) war eine international renommierte US-amerikanische Künstlerin deutscher Herkunft, die sich unter anderem mit dem Holocaust künstlerisch auseinandersetzte.

## Biografie
Schon mit dreizehn Jahren war sie in Deutschland aktiv im jüdischen Untergrundbitte belegen! und bereitete sich auf ein Leben im Kibbuz vor. Die 15-jährige Gerda erlebte in ihrer Heimat die Schrecken des Holocaust hautnah, als sie und ihre Familie sich während der Novemberpogrome am 9. November 1938 auf dem Dach ihres Hauses vor den Übergriffen der Nazis verstecken mussten. Noch im gleichen Jahr wurde sie mit einem der letzten Kindertransporte aus Deutschland nach England in Sicherheit gebracht, wohin auch ihre direkte Familie noch flüchten konnte; ihre Großmutter, ihre Tante und ihre Onkel überlebten den Holocaust nicht. Im Jahr 1940 übersiedelte ihre Familie mit ihr in die USA, wo ihr 1948 die US-amerikanische Staatsbürgerschaft zuerkannt wird.
Seit dem Jahr 1954 stellte sie ihre künstlerischen Arbeiten regelmäßig aus. Bekannt geworden ist sie vor allem mit ihren etwa 25 großen Rauminstallationen, die sie seit den 1970er Jahren geschaffen hat. In ihren Arbeiten setzte sich Gerda Meyer-Bernstein intensiv mit „Rassismus, Sexismus, Zensur, und politischem Mord“ auseinander, „der Unmenschlichkeit von Menschen gegenüber dem Menschen“ („Sexism, Censorship, political killings … Man’s inhumanity to man“).

## Werke
- Hommage of Raoul Wallenberg (1972)
- Procession (1981)
- Garden of Eden (1981–82)
- Requiem (1983)
- Vietnam Memorial (1983)
- Aus der Asche (1985–86)
- Block 11 (1989)
- Hooded March (1992)
- Volcano (1993)
- Passages (1996)
- Witness and Legacy (1997)
- River (2005)
- Exercise in Futility (2008)
- Windows
- The 8th Deadly Sin
- Civil Rights Now
- Freedom March